# Élections municipales de 2025 dans Les Collines-de-l'Outaouais
Pour un article plus général, voir Élections municipales de 2025 en Outaouais.
Cet article concerne les élections municipales de 2025 en Outaouais dans la municipalité régionale de comté dans Les Collines-de-l'Outaouais.

## Cantley
| Taux de participation :                | Taux de participation : | Taux de participation : | Taux de participation : | Taux de participation : | % |
| Nombre de votes valides :              |                         |                         |                         |                         |   |
| Nombre de votes rejetées à la mairie : |                         |                         |                         |                         |   |
| Nombre d'électeurs inscrits :          |                         |                         |                         |                         |   |

| Candidats pour la mairie | Vote | % |
| ------------------------ | ---- | - |
|                          |      |   |
|                          |      |   |

| Candidats district #1 - des Monts | Vote | % |
| --------------------------------- | ---- | - |
|                                   |      |   |
|                                   |      |   |

| Candidats district #2 - des Prés | Vote | % |
| -------------------------------- | ---- | - |
|                                  |      |   |
|                                  |      |   |

| Candidats district #3 - de la Rive | Vote | % |
| ---------------------------------- | ---- | - |
|                                    |      |   |
|                                    |      |   |

| Candidats district #4 - du Parc | Vote | % |
| ------------------------------- | ---- | - |
|                                 |      |   |

| Candidats district #5 - des Érables | Vote | % |
| ----------------------------------- | ---- | - |
|                                     |      |   |
|                                     |      |   |

| Candidats district #6 - des Lacs | Vote | % |
| -------------------------------- | ---- | - |
|                                  |      |   |

## Chelsea
| Taux de participation :                | Taux de participation : | Taux de participation : | Taux de participation : | Taux de participation : | % |
| Nombre de votes valides :              |                         |                         |                         |                         |   |
| Nombre de votes rejetées à la mairie : |                         |                         |                         |                         |   |
| Nombre d'électeurs inscrits :          |                         |                         |                         |                         |   |

| Candidats pour la mairie | Vote | % |
| ------------------------ | ---- | - |
|                          |      |   |
|                          |      |   |

| Candidats district #1 | Vote | % |
| --------------------- | ---- | - |
|                       |      |   |

| Candidats district #2 | Vote | % |
| --------------------- | ---- | - |
|                       |      |   |
|                       |      |   |
|                       |      |   |

| Candidats district #3 | Vote | % |
| --------------------- | ---- | - |
|                       |      |   |
|                       |      |   |

| Candidats district #4 | Vote | % |
| --------------------- | ---- | - |
|                       |      |   |
|                       |      |   |

| Candidats district #5 | Vote | % |
| --------------------- | ---- | - |
|                       |      |   |

| Candidats district #6 | Vote | % |
| --------------------- | ---- | - |
|                       |      |   |

## L'Ange-Gardien
| Taux de participation :                | Taux de participation : | Taux de participation : | Taux de participation : | Taux de participation : | % |
| Nombre de votes valides :              |                         |                         |                         |                         |   |
| Nombre de votes rejetées à la mairie : |                         |                         |                         |                         |   |
| Nombre d'électeurs inscrits :          |                         |                         |                         |                         |   |

| Candidats pour la mairie | Vote | % |
| ------------------------ | ---- | - |
|                          |      |   |
|                          |      |   |

| Candidats district du Lièvre (1) | Vote | % |
| -------------------------------- | ---- | - |
|                                  |      |   |

| Candidats district Lac Donaldson (2) | Vote | % |
| ------------------------------------ | ---- | - |
|                                      |      |   |

| Candidats district du Plateau (3) | Vote | % |
| --------------------------------- | ---- | - |
|                                   |      |   |
|                                   |      |   |

| Candidats district Glen Almond (4) | Vote | % |
| ---------------------------------- | ---- | - |
|                                    |      |   |

| Candidats district des Arpents-Verts (5) | Vote | % |
| ---------------------------------------- | ---- | - |
|                                          |      |   |

| Candidats district Carrière (6) | Vote | % |
| ------------------------------- | ---- | - |
|                                 |      |   |

| Candidats district des Arpents-Verts (5) | Vote | % |
| ---------------------------------------- | ---- | - |
|                                          |      |   |
|                                          |      |   |
| Bulletins rejetés                        |      |   |
| Taux de participation                    |      |   |

## La Pêche
| Taux de participation :                | Taux de participation : | Taux de participation : | Taux de participation : | Taux de participation : | % |
| Nombre de votes valides :              |                         |                         |                         |                         |   |
| Nombre de votes rejetées à la mairie : |                         |                         |                         |                         |   |
| Nombre d'électeurs inscrits :          |                         |                         |                         |                         |   |

| Candidats pour la mairie | Vote | % |
| ------------------------ | ---- | - |
|                          |      |   |
|                          |      |   |

| Candidats district #1 | Vote | % |
| --------------------- | ---- | - |
|                       |      |   |
|                       |      |   |
|                       |      |   |

| Candidats district #2 | Vote | % |
| --------------------- | ---- | - |
|                       |      |   |
|                       |      |   |

| Candidats district #3 | Vote | % |
| --------------------- | ---- | - |
|                       |      |   |
|                       |      |   |

| Candidats district #4 | Vote | % |
| --------------------- | ---- | - |
|                       |      |   |
|                       |      |   |
|                       |      |   |

| Candidats district #5 | Vote | % |
| --------------------- | ---- | - |
|                       |      |   |

| Candidats district #6 | Vote | % |
| --------------------- | ---- | - |
|                       |      |   |
|                       |      |   |

| Candidats district #7 | Vote | % |
| --------------------- | ---- | - |
|                       |      |   |

## Pontiac
| Taux de participation :                | Taux de participation : | Taux de participation : | Taux de participation : | Taux de participation : | % |
| Nombre de votes valides :              |                         |                         |                         |                         |   |
| Nombre de votes rejetées à la mairie : |                         |                         |                         |                         |   |
| Nombre d'électeurs inscrits :          |                         |                         |                         |                         |   |

| Candidats pour la mairie | Vote | % |
| ------------------------ | ---- | - |
|                          |      |   |
|                          |      |   |
|                          |      |   |

| Candidats district #1 | Vote | % |
| --------------------- | ---- | - |
|                       |      |   |
|                       |      |   |
|                       |      |   |

| Candidats district #2 | Vote | % |
| --------------------- | ---- | - |
|                       |      |   |
|                       |      |   |

| Candidats district #3 | Vote | % |
| --------------------- | ---- | - |
|                       |      |   |
|                       |      |   |
|                       |      |   |
|                       |      |   |
|                       |      |   |

| Candidats district #4 | Vote | % |
| --------------------- | ---- | - |
|                       |      |   |
|                       |      |   |

| Candidats district #5 | Vote | % |
| --------------------- | ---- | - |
|                       |      |   |
|                       |      |   |

| Candidats district #6 | Vote | % |
| --------------------- | ---- | - |
|                       |      |   |

## Val-des-Monts
| Taux de participation :                | Taux de participation : | Taux de participation : | Taux de participation : | Taux de participation : | % |
| Nombre de votes valides :              |                         |                         |                         |                         |   |
| Nombre de votes rejetées à la mairie : |                         |                         |                         |                         |   |
| Nombre d'électeurs inscrits :          |                         |                         |                         |                         |   |

| Candidats pour la mairie | Vote | % |
| ------------------------ | ---- | - |
|                          |      |   |
|                          |      |   |
|                          |      |   |
|                          |      |   |

| Candidats district #1 | Vote | % |
| --------------------- | ---- | - |
|                       |      |   |
|                       |      |   |
|                       |      |   |
|                       |      |   |
|                       |      |   |

| Candidats district #2 | Vote | % |
| --------------------- | ---- | - |
|                       |      |   |
|                       |      |   |

| Candidats district #3 | Vote | % |
| --------------------- | ---- | - |
|                       |      |   |
|                       |      |   |

| Candidats district #4 | Vote | % |
| --------------------- | ---- | - |
|                       |      |   |
|                       |      |   |

| Candidats district #5 | Vote | % |
| --------------------- | ---- | - |
|                       |      |   |
|                       |      |   |
|                       |      |   |

| Candidats district #6 | Vote | % |
| --------------------- | ---- | - |
|                       |      |   |
|                       |      |   |

| Candidats district #3 | Vote | % |
| --------------------- | ---- | - |
|                       |      |   |
|                       |      |   |
|                       |      |   |